# André Gantman
André Gantman (Antwerpen, 23 april 1950) is een Belgisch advocaat en politicus.
Gantman studeerde Rechten aan de Ufsia-Antwerp en de VUB en behaalde een diploma van Licentiaat in Europees Recht en een Masterdiploma (Master of Laws in International and Comparative Law). Hij werd advocaat aan de balie van Antwerpen.

## Joodse identiteit
Zijn vader was tijdens de Tweede Wereldoorlog geïnterneerd in een kamp van Russische krijgsgevangenen, zijn moeder wist nipt te ontsnappen aan Auschwitz.
In 1980 werd hij voorzitter van B'nai B'rith, de Belgische afdeling van een Joodse organisatie die gelijkenissen met de vrijmetselarij toont. Tussen 1984 en 1986 was hij de voorzitter van het Coördinatiecomité van Joodse Organisaties in België (Comité de coordination des organisations juives de Belgique), de Belgische afdeling van het Joods Wereldcongres. Gantman beschouwt zichzelf als een vrijzinnige jood.
Als advocaat vertegenwoordigde hij de slachtoffers van een aanslag die op 20 juli 1980 in Antwerpen werd uitgevoerd. Twee splintergranaten werden toen in de Lamorinièrestraat naar een groep Joodse kinderen gegooid door de Syrisch-Palestijn Nasser al Said. Er vielen een dode, 7 zwaar- en 13 lichtgewonden. Al Said handelde voor de Palestijnse splinterterreurorganisatie Fatah - Revolutionaire Raad van Aboe Nidal. Hij werd tot de doodstraf veroordeeld in 1981, en in 1991 tegen de door Aboe Nidal gegijzelde Belgische familie Houtekins geruild.
In het boek Jood zijn is een avontuur (2008) brengt Gantman een geëmotioneerde familiale autobiografie en zoekt hij naar de oorzaak van de ommezwaai in de houding van de meerderheid van de Vlaamse publieke opinie ten opzichte van het conflict tussen de Israëliërs en de Palestijnen: daar waar tot in de jaren 1970 politiek Vlaanderen zich achter Israël schaarde, kiest het in het begin van de eenentwintigste eeuw vaak de kant van Palestina. Gantman schrijft dit toe aan een vorm van neo-antisemitisme, dat de Holocaust volgens hem dreigt te banaliseren omwille van de politiek van Israël in het Midden-Oosten.

## Politieke carrière

### Schepen bij Open Vld
Van 1995 tot 2000 was Gantman VLD-schepen voor Personeelszaken in Antwerpen. Na zijn aanstelling als schepen kondigde hij op zijn eerste persconferentie aan dat de partijkaart voortaan noch als trampoline noch als parachute voor benoemingen of bevorderingen zou dienen. De eerste beslissing die hij door het schepencollege deed nemen was de afschaffing van de bevordering bij keuze.
Op 28 april 1997 keurde de Antwerpse gemeenteraad zijn hervormingsplannen goed. Die copernicaanse revolutie werd ‘Het Antwerps Model’ genoemd en werd overgenomen door andere overheden. Hij hervormde grondig de stedelijke administratieve structuur door de toepassing van het principe van de ‘vlakke organisatie’ enerzijds en door anderzijds de principes van flexibiliteit en mobiliteit binnen de organisatie in te voeren. Meteen werd het principe van de objectiviteit van benoemingen en bevorderingen hoog op de politieke agenda geplaatst. Alle functies konden voortaan slechts worden ingevuld mits een examen, waarbij de jury’s bestond uit leden die voor minstens de helft vreemd waren aan het Antwerps stedelijk apparaat. Voor de benoeming werd steeds de rangschikking bepalend en kon hiervan niet worden afgeweken.
Als eerste overheid in Vlaanderen voerde André Gantman het mandaatsysteem in voor de directeurs (Beslissing Gemeenteraad 27 april 1998). De mandaathouder wordt op het einde van zijn mandaatperiode geëvalueerd en kan desnoods zijn hogere functie verliezen.
HR Magazine(vakblad voor personeelsmanagement), oktober 1997 schreef over de doorgevoerde veranderingen: “Feit is dat de blauwe schepen goed op weg is om de Antwerpse stadsdiensten van de Middeleeuwen naar de 21ste eeuw te loodsen".

### N-VA
Bij de gemeenteraadsverkiezingen van oktober 2012 was Gantman kandidaat op de Antwerpse kieslijst van de N-VA. Hij werd verkozen en begin 2013 aangesteld tot fractieleider van zijn partij. Sinds 2014 neemt hij, als vertegenwoordiger van de stad Antwerpen, tevens het voorzitterschap van de raad van bestuur van water-link waar.
Van juli 2017 tot december 2021 was hij voorzitter van Opera Ballet Vlaanderen.
Hij werd door de raad van bestuur benoemd tot ere voorzitter
Op 13 oktober 2024 werd hij met 7244 voorkeurstemmen verkozen tot provincieraadslid van de Provincie Antwerpen

## Gerechtelijke vervolging
Gantman moest in 2000 ontslag nemen nadat hij in verdenking was gesteld voor witwassen en fiscale fraude, nadien ook voor misbruik van vertrouwen. Hij werd op 20 maart 2000 aangehouden op verdenking van mededaderschap aan bedrieglijke bankbreuk en zat ruim twee maanden in de cel. Hij verduisterde ca. 1,3 miljoen euro, hem van 1993 tot 1996 met cheques aan toonder overhandigd door de Israëlische Tsvi Vered-Rosenfeld, eigenaar van een rederij in moeilijkheden, ABC Containerline. Dat geld zou dan gebruikt worden als smeergeld om politici, meer bepaald van de toenmalige CVP, in het ABC-dossier gunstig te stemmen, wat niet gelukt is. De rederij ging uiteindelijk failliet.
Hij plaatste het geld op de Zwitserse bankrekening van zijn toenmalige schoonmoeder en gebruikte een deel ervan (250.000 euro) voor privé-uitgaven. Hij werd op 2 maart 2006 veroordeeld tot achttien maanden cel met uitstel voor misbruik van vertrouwen, witwaspraktijken en het onttrekken van gelden.

## Publicaties
- Jood zijn is een Avontuur, Antwerpen, Pelckmans, 2008, ISBN 978 90 289 4917 1
- Israël-Palestina. Tweespraak over oorzaken en oplossingen, met Ludo Abicht, Antwerpen (Uitgeverij Pelckmans), 2009, ISBN 978 90 289 5453 3
- Het gespleten geweten.Anti-antisemitisch pamflet , Antwerpen (Uitgeverij Pelckmans), 2011, ISBN 978 90 2896 494 5 voorwoord Benno Barnard.
- Het Auschwitz Gen, Antwerpen, Doorbraak, 2020, ISBN 978 94 92639 35 6

- Gemeinsame Normdatei: 138570329
- International Standard Name Identifier: 0000 0000 7887 4008
- Library of Congress Control Number: n2009065510
- Nationale Bibliotheek van Israël: 987007296168305171
- Nederlandse Thesaurus van Auteursnamen: 330031473
- Virtual International Authority File: 90847926
- WorldCat: E39PBJmXKCXFBtBrpWcRCDyGHC